# Guliston (Stadt)
Guliston (russisch Гулистон; tadschikisch Гулистон, bis 2016: Qayroqqum, Kayrakkum) ist eine Stadt im Nordwesten von Tadschikistan. Sie liegt in der Provinz Sughd am Westende des Kairakkum-Stausees. Guliston ist eine Stadt die der Region unterstellt und damit distriktsfrei ist. Sie wurde erst 1956 als Stadt begründet und 2016 von Qayroqqum in Guliston umbenannt.
Die Bevölkerung von Guliston wird 2020 auf 18.000 Einwohner geschätzt für das Stadtzentrum und auf 49.200 einschließlich der umliegenden Orte.

## Geographie
Das Stadtgebiet von Guliston umfasst auch die Städte Adrasmon, Zarnisor, Konsoy, Navgarzan, Sirdaryo und Choruqdayrron.
Der Zentralort liegt am Kayrakum Dam, am Abfluss des Syrdarja, der von dort große Flussschlingen ausbildet. Eine der Hauptstraßen ist die Kutschai Istiqlol.